# Vergadering

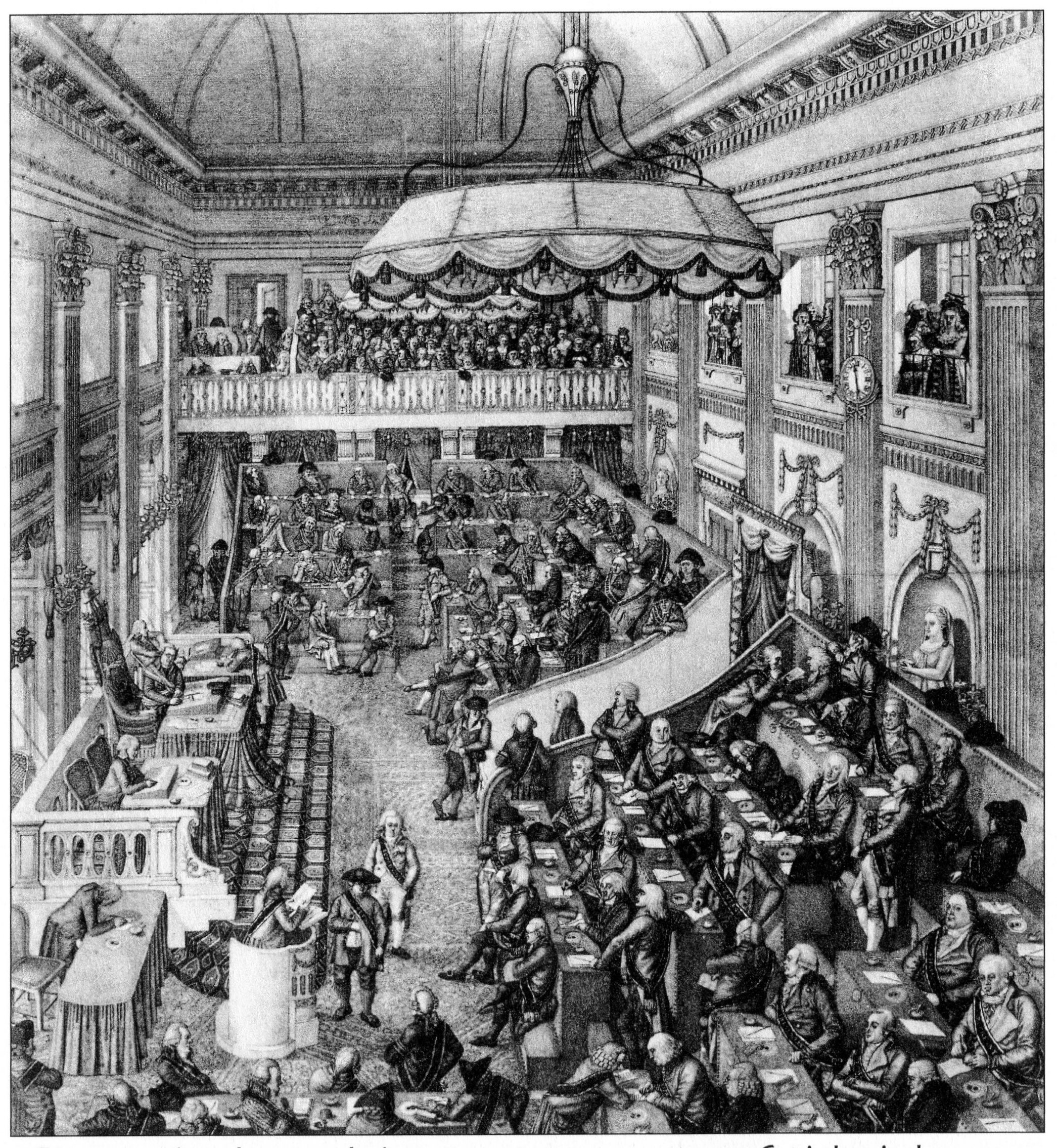
De Eerste Nationale Vergadering, 1796 ten tijde van de Bataafse Republiek, duurde van 1 maart 1796 tot 31 augustus 1797 met als doel om eenheid tussen de gewesten te brengen en het opstellen van een grondwet.

Een vergadering is een bijeenkomst van meerdere mensen (meestal van eenzelfde organisatie) die met elkaar spreken en/of afspraken maken over de gemeenschappelijke toekomst.
Bij een (formeel vereiste) algemene vergadering van aandeelhouders is het ook mogelijk dat slechts één persoon aan de "vergadering" deelneemt.

## Taakverdeling
De vergadering wordt geleid door een voorzitter, veelal tevens manager of hoofd van de vergaderende groep, zijnde een bedrijf, vereniging, commissie, afdeling, raad of enige andere organisatie. 
Tijdens formele, vooral politieke, vergaderingen gebruiken voorzitters soms een voorzittershamer. De secretaris of notulist van de vergadering notuleert tijdens de vergadering en zorgt dat de aanwezigen na afloop de notulen van de vergadering te zien krijgen, zodat ze in een volgende vergadering verbeterd en goedgekeurd kunnen worden.

## Agenda
De vergadering kan een door de voorzitter in samenwerking met de secretaris voorgestelde agenda volgen, die na eventuele wijzigingen door de deelnemers bij aanvang van de vergadering is goedgekeurd. Het is de bedoeling dat de deelnemers ruim van tevoren de volledige agenda compleet met eventuele bijlagen ontvangen.
Vaak worden de volgende vaste punten aan het begin van de agenda gezet:
1. Opening, controleren van aanwezigen en vaststelling van het quorum, en benoeming van eventuele belangenconflicten
2. Vaststelling agenda
3. Goedkeuring verslag van de vorige vergadering
4. Soms wordt er een takenlijst bijgehouden en worden de punten op deze lijst op voortgang gecontroleerd
5. Mededelingen
6. Ingekomen stukken. Hierbij komen de agendapunten aan bod waarover al dan niet gestemd kan worden. Slechts deelnemers mogen stemmen, uitgenodigden kunnen eventueel punten presenteren maar mogen niet stemmen. Ook deelnemers met een belangenconflict mogen in principe niet stemmen over punten die dat conflict betreffen.

Aan het eind van de agenda worden vaak punten gezet, zoals:
- W.v.t.t.k. (Wat verder ter tafel komt, in het Engels vaak aangeduid als Any Other Business (AOB) of Miscellaneous). Dit mogen in principe geen beslissingen zijn waarover gestemd moet worden, omdat de overige deelnemers zich niet hebben kunnen voorbereiden. Wel kan en deelnemer verzoeken een bepaald punt op de agenda voor de volgende vergadering te zetten.
- Rondvraag
- Planning volgende vergadering
- Sluiting

Het bovenstaande stramien is gangbaar in de wereld van de politiek en het verenigingsleven, alsmede vergaderingen met een vennootschapsrechtelijk karakter, zoals een directievergadering of vergadering van aandeelhouders. In bedrijfsmatige vergaderingen daarentegen worden deze rituele punten (met uitzondering van opening en sluiting) niet meer op de agenda gezet. Ze kosten vaak te veel tijd en kunnen niet door alle deelnemers goed voorbereid worden, omdat dezen tevoren geen informatie hebben ontvangen en niet weten wat het doel van de bespreking is.

## Vereisten
Vergaderingen met een juridisch karakter vormen in principe slechts de grondslag van geldige besluiten indien aan een aantal formele eisen is voldaan. Deze vereisten zijn vaak te vinden in de wet, statuten en soms in een contract
- Er mogen slechts deelnemers en genodigden aanwezig zijn;
- Het quorum moet gerespecteerd worden;
- Op deelnemers moeten op de juiste wijze zijn opgeroepen, en de minimum oproeptermijn moet worden aangehouden;
- De vergadering moet op het juiste adres plaatsvinden. Ook de datum en tijd kunnen bij statuten worden voorgeschreven;
- De vergadering moet op de juiste manier gehouden worden. Als de statuten bijvoorbeeld expliciet voorschrijven dat de vergadering niet via telecommunicatiemiddelen mag geschieden, is een Zoom-meeting in principe niet geldig;
- De deelnemers moeten bevoegd zijn tot de te nemen besluiten;
- Alle deelnemers moeten dezelfde informatie hebben. Over besluiten waarover gestemd moet worden mag geen nieuwe informatie op de vergadering naar voren worden gebracht;
- Gekwalificeerde meerderheidseisen en vetorechten moeten worden gerespecteerd;

- Genodigden heben slechts een informatieve bijdrage maar mogen de besluitvorming niet beïnvloeden en al helemaal niet stemmen;
- Deelnemers die voor bepaalde punten een belangenconflict hebben, mogen niet daarover stemmen en in principe niets doen dat de besluitvorming beïnvloedt.

Overigens bestaan er beperkte mogelijkheden om gebrekkige besluiten te repareren of bekrachtigen zolang dit maar bij unanimiteit en door alle bevoegde personen geschiedt.

## Specifiekere benamingen
De volgende meer specifiekere vergaderingen hebben een eigen naam, en tevens hun eigen afwijkende regels:
- Een vergadering van een vereniging die open is voor alle leden van een vereniging: De ALV of Algemene ledenvergadering
- Een vergadering waarop alle betrokken partijen van een organisatie aanwezig zijn: een Plenaire vergadering
- Een vergadering van het bestuur van een organisatie, waarop enkel de bestuursleden aanwezig zijn: een bestuursvergadering (weleens afgekort tot bv)
- Een vergadering waarop een deel van de instantie aanwezig mag zijn, bijvoorbeeld een afdeling: een sectievergadering, in sommige instanties ook wel afdelingsoverleg genoemd.

## Telefonisch vergaderen
Een telefonische vergadering is een telefoongesprek met meer dan twee personen. Hoewel de deelnemers zich fysiek meestal op verschillende locaties bevinden, kunnen zij via een gewone vaste of mobiele telefoon gezamenlijk overleg voeren.
Er zijn twee vormen van telefonisch vergaderen. Bij een 'dial-in-vergadering' belt iedereen zelf naar een bepaald nummer. Bij dial-out wordt iedereen vlak voor de vergadering gebeld. Bij dial-in betaalt iedereen zijn eigen telefoonkosten; bij een dial-out-vergadering gaat de rekening naar de organisator. Het nadeel hiervan is dat het meer voorbereiding vergt. Zo moet er vooraf worden gereserveerd. Indien later blijkt dat de vergadering niet doorgaat of naar een ander tijdstip moet worden verplaatst, moet de reservering worden aangepast. Met de betere dial-in-vergaderdiensten is dat niet nodig, deze kunnen altijd en zonder reservering worden gebruikt. 

## Online vergaderen
Tijdens de coronacrisis in 2020 en 2021 werden vergaderingen vaak via het internet gehouden. Voor een online-vergadering worden programma's als Zoom, Microsoft Teams, of Google Meet gebruikt.